# 歴県
歴県（れき-けん）は中華人民共和国河北省にかつて存在した県。現在の衡水市景県南西部に相当する。
前漢により信都国の下に設置された。新朝が成立すると歴寧県と改称、後漢により廃止された。